# Episodi di POV - I primi anni (seconda stagione)
La seconda stagione della serie televisiva POV - I primi anni è stata trasmessa in prima TV assoluta dal 14 settembre al 3 ottobre 2022 su Rai Gulp.
| Nº | Titolo                              | Prima TV          | Anteprima         |
| -- | ----------------------------------- | ----------------- | ----------------- |
| 1  | Cambio pelle                        | 14 settembre 2022 | 1º settembre 2022 |
| 2  | Premi start                         | 14 settembre 2022 | 1º settembre 2022 |
| 3  | Magia                               | 15 settembre 2022 | 1º settembre 2022 |
| 4  | Green                               | 15 settembre 2022 | 1º settembre 2022 |
| 5  | Circle time                         | 16 settembre 2022 | 1º settembre 2022 |
| 6  | Non lasciarmi solo                  | 16 settembre 2022 | 1º settembre 2022 |
| 7  | Coppie improbabili                  | 17 settembre 2022 | 1º settembre 2022 |
| 8  | Clash                               | 17 settembre 2022 | 1º settembre 2022 |
| 9  | L'orto sul tetto                    | 18 settembre 2022 | 1º settembre 2022 |
| 10 | Perché non mi vedi?                 | 18 settembre 2022 | 1º settembre 2022 |
| 11 | Aggiungimi                          | 19 settembre 2022 | 1º settembre 2022 |
| 12 | Gaming                              | 19 settembre 2022 | 1º settembre 2022 |
| 13 | Miss Sweet Fire                     | 20 settembre 2022 | 1º settembre 2022 |
| 14 | Swap                                | 20 settembre 2022 | 1º settembre 2022 |
| 15 | La festa di Stella                  | 21 settembre 2022 | 1º settembre 2022 |
| 16 | Piange bene chi piange ultimo       | 21 settembre 2022 | 1º settembre 2022 |
| 17 | Ti piaccio? Dimmelo                 | 22 settembre 2022 | 1º settembre 2022 |
| 18 | Reunion                             | 22 settembre 2022 | 1º settembre 2022 |
| 19 | Prank                               | 23 settembre 2022 | 1º settembre 2022 |
| 20 | Maschere                            | 23 settembre 2022 | 1º settembre 2022 |
| 21 | Volantini 2.0                       | 24 settembre 2022 | 9 settembre 2022  |
| 22 | Cyberattack                         | 24 settembre 2022 | 9 settembre 2022  |
| 23 | L'autogestione                      | 25 settembre 2022 | 9 settembre 2022  |
| 24 | La notte delle autogestioni viventi | 25 settembre 2022 | 9 settembre 2022  |
| 25 | Autogestione, the day after         | 26 settembre 2022 | 9 settembre 2022  |
| 26 | Perdersi                            | 26 settembre 2022 | 9 settembre 2022  |
| 27 | Interno notte                       | 27 settembre 2022 | 9 settembre 2022  |
| 28 | Flashmob                            | 27 settembre 2022 | 9 settembre 2022  |
| 29 | La rissa                            | 28 settembre 2022 | 9 settembre 2022  |
| 30 | Casa libera                         | 28 settembre 2022 | 9 settembre 2022  |
| 31 | Rivelazioni                         | 29 settembre 2022 | 9 settembre 2022  |
| 32 | Girotondo                           | 29 settembre 2022 | 9 settembre 2022  |
| 33 | Calci                               | 30 settembre 2022 | 9 settembre 2022  |
| 34 | Parlami                             | 30 settembre 2022 | 9 settembre 2022  |
| 35 | Tag                                 | 1 ottobre 2022    | 9 settembre 2022  |
| 36 | Il furto                            | 1 ottobre 2022    | 9 settembre 2022  |
| 37 | Scintille                           | 1 ottobre 2022    | 9 settembre 2022  |
| 38 | Assieme                             | 1 ottobre 2022    | 9 settembre 2022  |
| 39 | Fratture                            | 3 ottobre 2022    | 9 settembre 2022  |
| 40 | Murale                              | 3 ottobre 2022    | 9 settembre 2022  |